# Annona montana
Annona montana este o specie de plante angiosperme din genul Annona, familia Annonaceae, descrisă de James Macfadyen. Conform Catalogue of Life specia Annona montana nu are subspecii cunoscute.